# Conus unifasciatus
Conus unifasciatus é uma espécie de gastrópode do gênero Conus, pertencente a família Conidae.